# Pigża
Pigża est un village de Pologne situé en Couïavie-Poméranie, dans le gmina (commune) de Łubianka.
Plaque d'immatriculation: CTR.